# Terry McGovern (bokser)
Terry McGovern (Johnstown (Pennsylvania), 9 maart 1880 – New York, 22 februari 1918) was een Amerikaans bokser en wereldkampioen in de categorieën bantamgewicht en vedergewicht. 

## Biografie

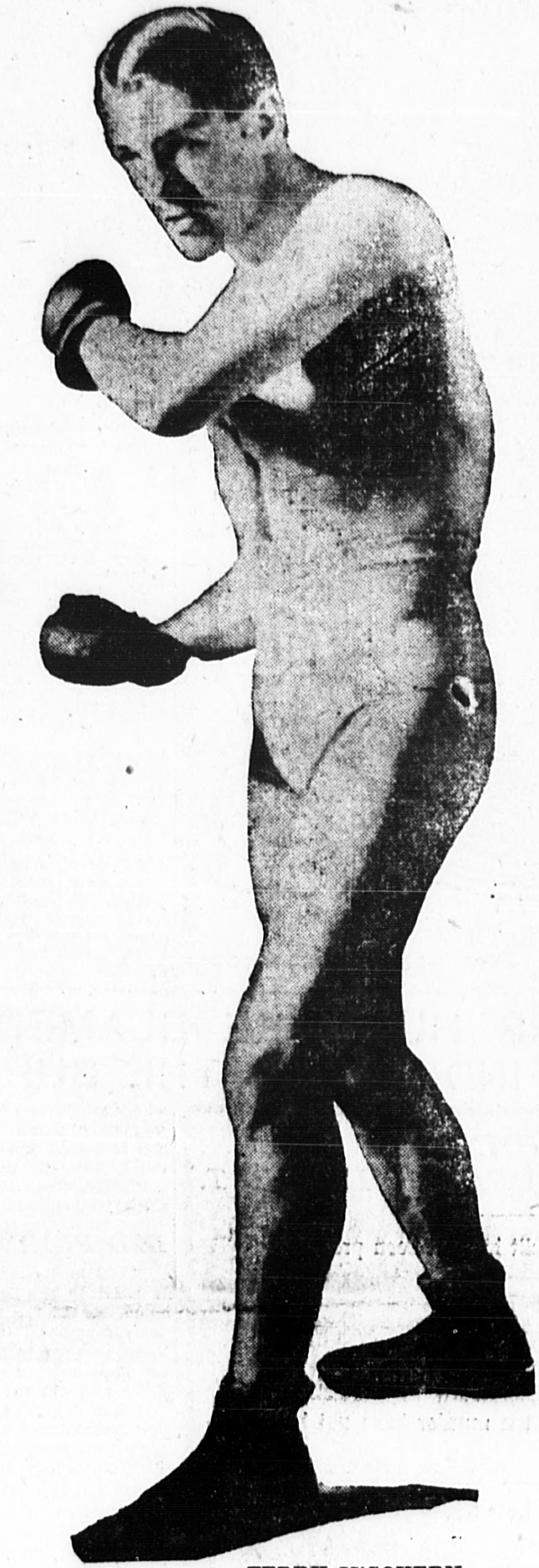
Terry McGovern, 31 maart 1903, The evening world (New York, 1887-1931)

McGovern won zijn eerste kampioenschap als bantamgewicht in 1899, toen hij Thomas Pedlar Palmer in de eerste ronde knock-out sloeg. Een jaar later nam hij middels een technische knock-out zijn eerste titel als vedergewicht van George Dixon over. Hij verloor deze titel weer op 28 november 1902 toen hij werd verslagen door Young Corbett II. Na 80 wedstrijden sloot McGovern zijn professionele carrière af met 65 gewonnen gevechten waarvan 44 door een KO zijn beëindigd. Hij verloor slecht zes keer en zeven gevechten eindigden in gelijkspel. De twee overige duels bleven onbeslist. 
Terry McGovern overleed, na enkele jaren in verzorgingshuizen te hebben verbleven, in 1918 op 37-jarige leeftijd aan de gevolgen van een longontsteking en een nieraandoening.
In 2003 werd hij door het Amerikaanse bokstijdschrift The Ring genoemd in een lijst van de 100 beste boksers aller tijden.